# Wilhelm Wiesener
Wilhelm Wiesener († 11. Oktober 1893) war ein deutscher evangelischer Theologe und Kirchenhistoriker.

## Leben
Wiesener wirkte bis zu seinem Tod im Oktober 1893 als evangelischer Pfarrer an der Marienkirche zu Brandshagen in Vorpommern. Er forschte  auf dem Gebiet der Kirchengeschichte und veröffentlichte mehrere geschichtswissenschaftliche Abhandlungen. Sein wichtigstes Werk ist die 1889 erschienene Monographie Die Geschichte der christlichen Kirche in Pommern zur Wendenzeit. Wiesener hatte umfangreiche Vorarbeiten für eine Erweiterung  dieses Werks durchgeführt und gerade die Fortsetzung in Arbeit, als er unerwartet verstarb.  Er war verheiratet und hinterließ seine Witwe und Kinder.

## Werke (Auswahl)
- Zur Rechtfertigung Herbords, des Biographen Ottos von Bamberg. In: Forschungen zur deutschen Geschichte, Band 25, 1885, S. 113–152 (Digitalisat, Google-Buchsuche).
- Die Geschichte der christlichen Kirche in Pommern zur Wendenzeit. Wiegandt & Grieben, Berlin 1889 (Digitalisat, Google-Buchsuche)
- Die Gründung des Bistums von Pommern und die Verlegung des Bischofssitzes von Wollin nach Cammin. In: Zeitschrift für Kirchengeschichte 10, 1889, Heft 1, S. 1–53  (Digitalisat, Google-Buchsuche).
- Die Grenzen des Bisthumes Kammin. In: Baltische Studien, Band 43, 1893, S. 117–127 (Digitalisat, Google-Buchsuche).
- Wie ist der wissenschaftliche Sinn im evangelischer Pfarrerstande zu fördern? In: Kirchliche Monatsschrift. Organ für die Bestrebungen der positiven Union, 13. Jahrgang, Magdeburg 1894, S. 683–692 (Digitalisat, Google-Buchsuche).